# Луканин, Александр Сергеевич
Алекса́ндр Серге́евич Лука́нин (укр. Олександр Сергійович Луканін; 7 ноября 1952, Макеевка) — украинский учёный-винодел, академик Национальной академии аграрных наук Украины (2007). Доктор технических наук, (1993), профессор (2002). Лауреат Государственной премии Украины в области науки и техники (1992).

## Образование
- 1972 год  — окончил Макеевский металлургический техникум, специальность — «Автоматика и телемеханика на железнодорожном транспорте».
- 1977 год  — окончил Одесский технологический институт пищевой промышленности им. М. В.  Ломоносова (ныне Одесская национальная академия пищевых технологий) по специальности — «Инженер-технолог винодел».
- 1981—1985 годы  — аспирант Всесоюзного научно-исследовательского института винограда и продуктов его переработки «Магарач», город Ялта.
- 1989—1992 годы  — докторант Института винограда и вина «Магарач» НААНУ;

## Трудовая и научно-преподавательская деятельность
- 1977—1986 годы  — инженер-технолог, руководитель винодельческого завода совхоза «Хотовский» Киевской области;
- 1986—1991 годы — главный специалист, старший научный сотрудник «Главагропромнауки» Госагропрома УССР;
- 1991—2001 годы — учёный секретарь, академик-секретарь Отделения пищевой и перерабатывающей промышленности Президиума НААНУ;
- 1995—2004 годы  — профессор кафедры биотехнологии продуктов брожения Национального университета пищевых технологий (по совместительству);
- С 2001 года — заведующий Лабораторией мониторинга сырьевых ресурсов для виноделия Института агроэкологии УААН;
- С 2000 года  — эксперт Совета по пищевой и лёгкой промышленности Высшей аттестационной комиссии (ВАК) при Кабинете министров Украины;
- С 2005 года  — эксперт Совета секции пищевой и лёгкой промышленности «Комитета по государственным премиям Украины в области науки и техники» при КМУ
- С 2008 года  — эксперт ЕС по виноделию (бренди и коньяк)

Член диссертационных советов: с 1994 года — в Национальном институте винограда и вина «Магарач» УААН, с 2008 года — в Институте виноградарства и виноделия им. В. Е.  Таирова и Национальном университете «Киево-Могилянская академия».

## Научные степени и звания
- 1985 год - подготовлена диссертация кандидата технических наук по виноделию, в мае 1985 г. - предварительная защита, а на ноябрь была назначена официальная защита диссертации. НО, в результате Горбачевско-Лигачевской антиалкогольной кампании все диссертации по виноделию Института "Магарач" были запрещены правительством СССР, и на написание новой диссертации по стабилизации безалкогольных напитков ушло еще 2 года;
- 1987 год  — кандидат технических наук;
- 1993 год — доктор технических наук;
- 1994 год  — старший научный сотрудник;
- 1999 год  — член-корреспондент Украинской академии аграрных наук (УААН);
- 2000 год  — академик Международной академии виноградарства и виноделия по Отделению виноделия (Москва).
- 2002 год  — профессор;
- 2007 год  — академик Национальной академии аграрных наук Украины.

## Научное направление
Разработка научных основ классификации древесины дуба Украины для виноделия. Проведение технологической оценки сырьевых ресурсов древесины дуба Украины с целью создания отечественного конкурентоспособного бочарного производства.
Разработка научных основ классификации яблок Украины для производства сидра и кальвадосов. Проведение технологической оценки сырьевых ресурсов яблок Украины с целью создания отечественного конкурентоспособного производства сидра и кальвадоса.
Круг научных интересов: Организация аграрной науки; Пищевая и перерабатывающая промышленность (переработка плодов ягод и винограда, виноделие, коньячное производства, контроль качества вин и коньяков, технологическая оценка древесины дуба Украины для виноделия.

## Награды
- 1992 г.  — Лауреат Государственной премии Украины в области науки и техники «За разработку и внедрение экологически чистых потоковых технологий ускоренного производства пищевых напитков на основе использования новых препаратов диоксида кремния»
- 2004 г.  — Лауреат 1-й премии УААН им. профессора Валуйко Г. Г. в номинации «Научно-исследовательская работа» за разработку и внедрение «Технологической оценки древесины дуба Украины для виноделия»